# 2012年飓风埃内斯托
飓风埃内斯托（英語：Hurricane Ernesto）是2012年8月对加勒比地区多个岛屿和中美洲多地构成严重破坏的一场二级飓风，也是2012年大西洋飓风季形成的第五场命名风暴和第二场飓风，源于7月下旬离开非洲西海岸的一股东风波。系统向西移动，在中大西洋发展成热带低气压，并在进入加勒比海前进一步强化成热带风暴。